# Yarden (bedrijf)
Yarden is een Nederlandse uitvaartorganisatie en uitvaartverzekeraar. Met 41 uitvaartcentra, 24 crematoria en zeven begraafplaatsen is Yarden een van de grotere uitvaartverzorgers in het land. Er zijn zo'n 900 medewerkers in vaste dienst.
Yarden Holding B.V. is voor 99% in handen van de Vereniging Yarden, en voor 1% van de Stichting Yarden. Alle verzekerden zijn automatisch lid van de Vereniging Yarden.
Yarden ontstond op 17 juni 2001 door een fusie van de Arbeiders Vereeniging Voor Lijkverbranding (AVVL) en de Nederlandse Uitvaart en Verzekeringsassociatie (NUVA).
In februari 2013 kondigde Yarden aan te willen fuseren met Monuta, om zo - na Dela - het op een na grootste uitvaartbedrijf van Nederland te worden. Monuta had op dat moment ruim een miljoen klanten, Yarden bijna een miljoen. Door een verschil van inzicht tussen beide bedrijven kwamen de twee hier later in dat jaar op terug.
Door Yarden ingehuurde acteurs wonnen enige malen de prijs voor de meest irritante televisiereclame (Loden Leeuw).
In 2019 maakte het bedrijf bekend dat polishouders door de verslechterde resultaten in de toekomst moeten gaan bijbetalen voor hun uitvaart. Dit betekende een eenzijdig opgelegde wijziging van de polisvoorwaarden. Op 27 oktober 2019 werd bekend dat uitvaartverzekeraar Dela Yarden zal overnemen. Dela zou geen overnamesom betalen, maar wel instaan voor de nakoming van de verplichtingen naar de verzekerden van Yarden. Op 29  september 2020 maakte uitvaartverzekeraar Dela bekend dat zij branchegenoot Yarden toch niet overneemt. De financiële toekomst van Yarden is te onzeker gebleken en Dela wil het risico niet nemen, zei Dela in een verklaring op de website van het bedrijf. Daarbij speelt ook een belangrijke rol een lopende procedure van verzekerden die zich verzetten tegen een door Yarden doorgevoerde herstelactie. Die procedure zorgt nog jaren voor onzekerheid, wat Dela niet in het belang van zijn leden acht. In 2021 kwam Dela op dit standpunt terug en besloot alsnog tot overname van Yarden.